# Fuente Grande (Granada)

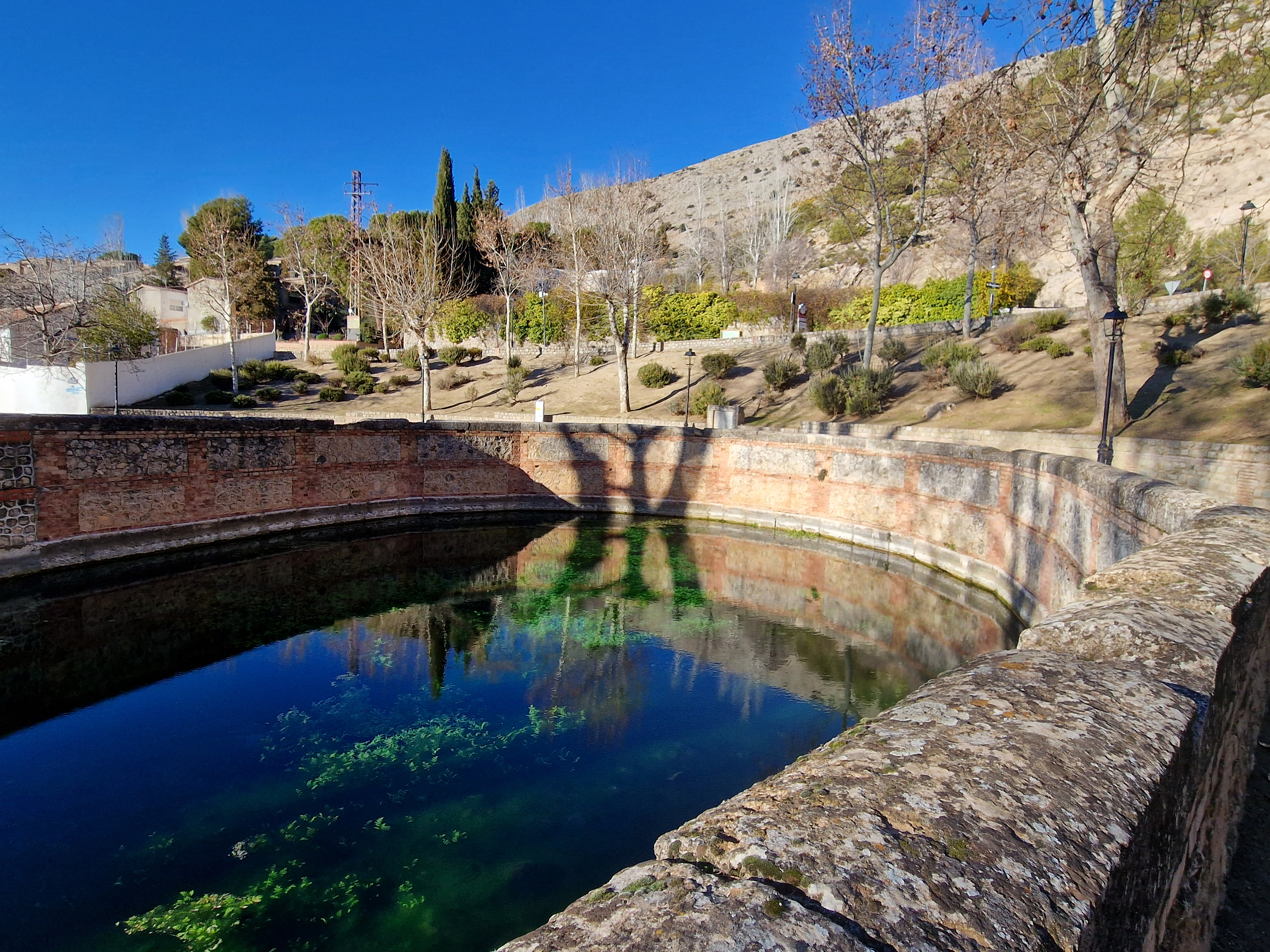
Fuente Grande o de Aynadamar

Fuente Grande es una localidad y pedanía española perteneciente al municipio de Alfacar, en la provincia de Granada, comunidad autónoma de Andalucía. Está situada en la parte centro-norte de la comarca de la Vega de Granada. Próxima a esta localidad se encuentran los núcleos de Víznar, Nívar, Jun y El Fargue.
La pedanía está anexa a Alfacar capital. Cabe destacar que la mayoría de las calles de Fuente Grande reciben nombres de países europeos.
En esta localidad existe una fuente de manantial que da nombre al pueblo, también conocida como Fuente de las Lágrimas, quizá porque en su manantial se ven unas pequeñas burbujas que suben lentamente  desde el fondo a la superficie en forma de lágrimas, el agua aflora de la tierra, es una surgencia de aguas subterráneas que proceden del llamado acuífero de las sierras de Padul y Lapeza, que abarca una enorme extensión, desde el parque natural de Sierra de Huétor y Alfacar hacia Cogollos Vega, Güéjar Sierra, río Bermejo y el Valle de Lecrín; cerca de ella fusilaron al poeta Federico García Lorca, lo que dio lugar a un sentido poema de Antonio Machado, que aludía a las lágrimas de la fuente por tan lamentable pérdida.
Sus aguas de buen caudal y  salutíferas, muy próximas a Granada capital, fueron encauzadas a través de la acequia Aynadamar para el abastecimiento y riego del barrio del Albaicín; a las orillas de esta acequia se instalaron también un buen número de molinos.

## Demografía

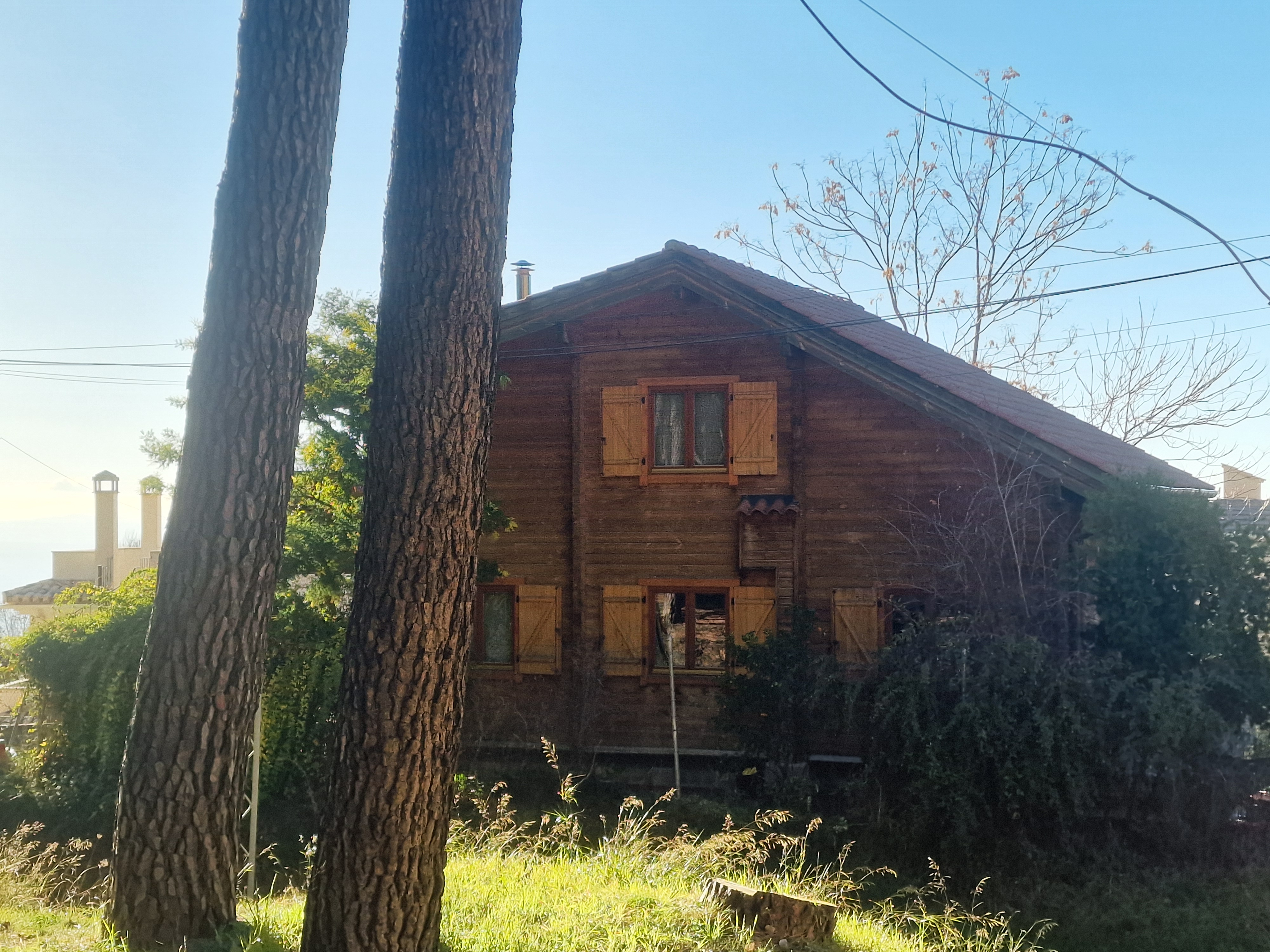
Vivienda situada en la avenida Parque Federico García Lorca, Fuente Grande

Según el Instituto Nacional de Estadística de España, en el año 2024 Fuente Grande contaba con 2890 habitantes censados, lo que representa el 49,72% de la población total del municipio.

### Evolución de la población
| Gráfica de evolución demográfica de Fuente Grande entre 2014 y 2024 |
|                                                                     |
| Datos según el nomenclátor publicado por el INE.                    |

## Comunicaciones

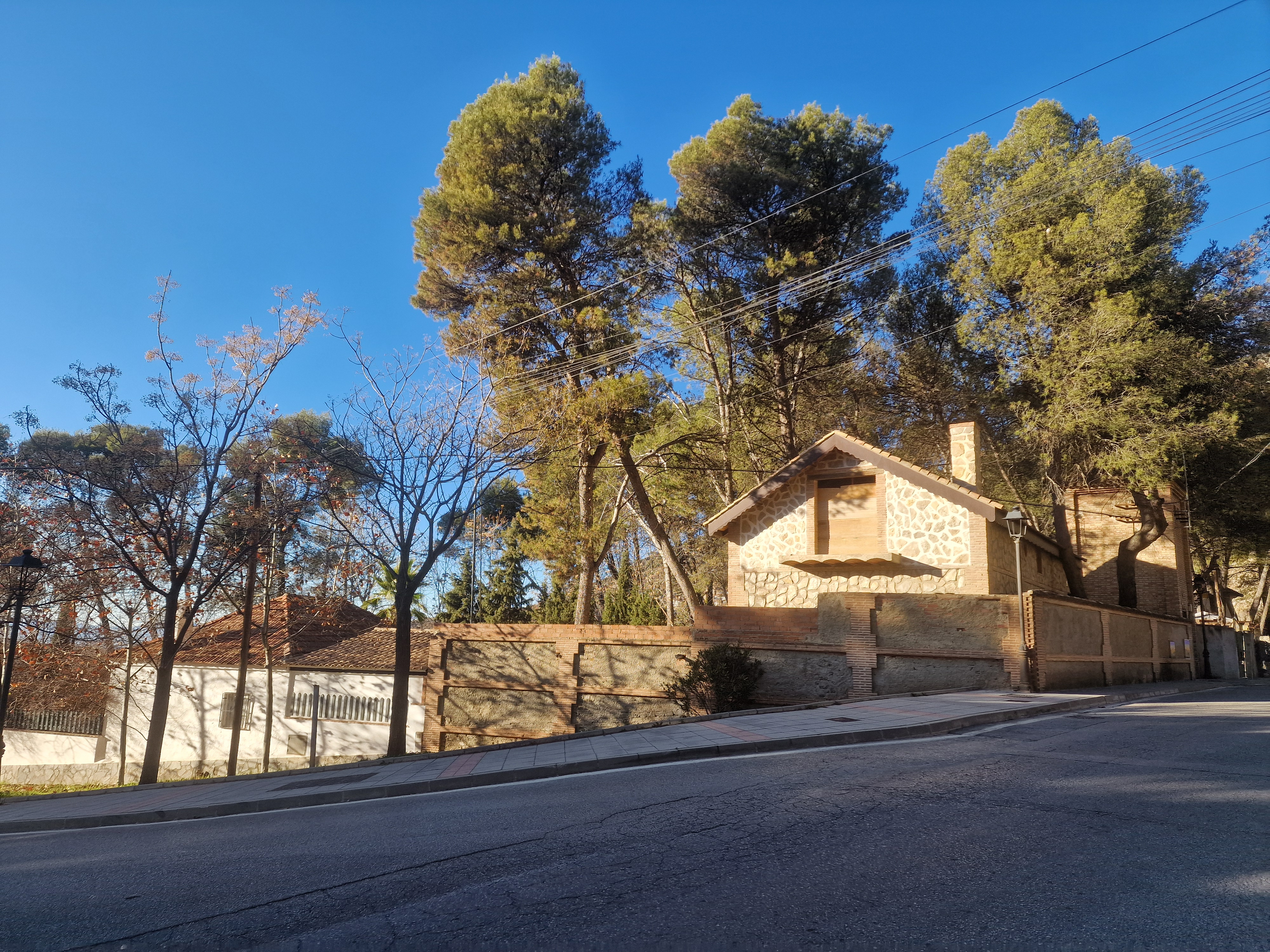
Intersección de la carretera GR-3101 con la GR-3103, en Fuente Grande

### Carreteras
Las principales vías de comunicación que transcurren por la localidad son:
| Identificador | Denominación                      | Itinerario                     |
| ------------- | --------------------------------- | ------------------------------ |
| GR-3101       | De GR-3424 a A-4002 (Puerto Lobo) | Nívar - Puerto Lobo            |
| GR-3103       | De Granada a Alfacar              | Granada - Campamento Alfaguara |

Algunas distancias entre Fuente Grande y otras ciudades:
| Ciudades | Distancia (km) |
| -------- | -------------- |
| Alfacar  | 1              |
| Granada  | 10             |
| Jaén     | 91             |
| Almería  | 152            |
| Murcia   | 272            |

## Servicios públicos

### Educación
El único centro educativo que hay en la pedanía es:
| Denominación Genérica                    | Nombre del Centro       | Naturaleza | Dirección     |
| ---------------------------------------- | ----------------------- | ---------- | ------------- |
| Colegio de Educación Infantil y Primaria | C.E.I.P. "Alfaguarilla" | Público    | C/ Álamos, 21 |